# Era Atómica

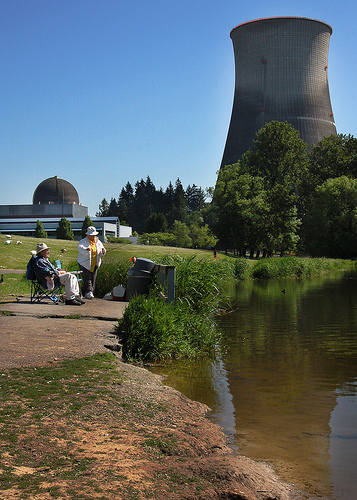
Uma das primeiras usinas nucleares que usava energia atômica para gerar eletricidade

A Era Atómica (português europeu) ou Atômica (português brasileiro), por vezes também designada Era Nuclear, também conhecida como Idade Atômica é o período da história após a detonação da primeira arma nuclear, o teste Trinity no Novo México, em 16 de julho de 1945, durante a Segunda Guerra Mundial. Embora as reações em cadeia nuclear tenham sido hipotetizadas em 1933 e a primeira reação em cadeia nuclear autossustentável artificial (Chicago Pile-1) tenha ocorrido em dezembro de 1942, o Teste Trinity e os bombardeios de Hiroshima e Nagasaki que encerraram a Guerra Mundial II representou o primeiro uso em larga escala da tecnologia nuclear e deu início a mudanças profundas no pensamento sociopolítico e no curso do desenvolvimento tecnológico.
Embora a energia atômica tenha sido promovida por um tempo como o epítome do progresso e da modernidade, entrar na era da energia nuclear também acarretou implicações terríveis de guerra nuclear, a Guerra Fria, destruição mútua assegurada, proliferação nuclear, o risco de desastre nuclear (potencialmente tão extremo quanto o inverno nuclear global antropogênico), bem como aplicações civis benéficas na medicina nuclear. Não é fácil separar totalmente os usos pacíficos da tecnologia nuclear dos usos militares ou terroristas (como a fabricação de bombas sujas de resíduos radioativos), que complicaram o desenvolvimento de uma indústria global de exportação de energia nuclear desde o início.
Em 1973, a respeito de uma florescente indústria de energia nuclear, a Comissão de Energia Atômica dos Estados Unidos previu que, na virada do século XXI, mil reatores estariam produzindo eletricidade para residências e empresas nos Estados Unidos. No entanto, o "sonho nuclear" caiu longe aquém do que foi prometido porque a tecnologia nuclear produziu uma série de problemas sociais, desde a corrida às armas nucleares até derretimentos nucleares e as dificuldades não resolvidas de limpeza de fábricas de bombas e eliminação de resíduos de fábricas civis e descomissionamento. Desde 1973, as encomendas de reatores diminuíram drasticamente à medida que a demanda de eletricidade caía e os custos de construção aumentavam. Muitos pedidos e fábricas parcialmente concluídas foram cancelados.
No final da década de 1970, a energia nuclear havia sofrido uma desestabilização internacional notável, ao enfrentar dificuldades econômicas e oposição pública generalizada, chegando ao auge com o acidente de Three Mile Island em 1979, desastre de Chernobyl em 1986, e acidente da usina nuclear de Fukushima I em 2011 (Além do desastre de Chernobyl, é o único acidente nuclear classificado no nível 7, o nível mais alto da escala, e causou a mudança mais dramática na política nuclear até hoje) todos afetaram a indústria de energia nuclear.

## Cronologia
Uma grande manifestação antinuclear foi realizada em 6 de maio de 1979, em Washington D.C., quando 125 000 pessoas incluindo o governador da Califórnia, compareceram a uma passeata contra a energia nuclear. Na cidade de Nova York em 23 de setembro de 1979, quase 200 000 pessoas participaram de um protesto contra a energia nuclear. Protestos contra a energia nuclear precederam o fechamento das usinas nucleares de Shoreham, Yankee Rowe, Millstone I, Rancho Seco, Maine Yankee e cerca de uma dúzia de outras.
Em 12 de junho de 1982, um milhão de pessoas se manifestaram no Central Park de Nova York contra as armas nucleares e pelo fim da corrida armamentista da Guerra Fria. Foi o maior protesto antinuclear e a maior manifestação política da história americana. Os protestos do Dia Internacional do Desarmamento Nuclear foram realizados em 20 de junho de 1983, em 50 locais nos Estados Unidos. Em 1986, centenas de pessoas caminharam de Los Angeles a Washington, D.C., na Marcha da Grande Paz pelo Desarmamento Nuclear Global. Havia muitos protestos e acampamentos de paz no Nevada Desert Experience no local de teste de Nevada durante as décadas de 1980 e 1990.
Em 1º de maio de 2005, 40 mil manifestantes antinucleares / antiguerra marcharam diante das Nações Unidas em Nova York, 60 anos após os bombardeios atômicos de Hiroshima e Nagasaki. Esta foi a maior manifestação antinuclear nos Estados Unidos por várias décadas.

### Descoberta e desenvolvimento
- 1896 - Henri Becquerel percebe que o urânio emite uma radiação desconhecida que embaça o filme fotográfico.[18]
- 1898 - Marie Curie descobre que o tório emite uma radiação semelhante. Ela chama de radioatividade.[18]
- 1903 - Ernest Rutherford começa a falar da possibilidade da energia atômica.[19]
- 1905 - Albert Einstein formula a teoria da relatividade especial que explica o fenômeno da radioatividade como equivalência massa-energia.[19]
- 1911 - Ernest Rutherford formula uma teoria sobre a estrutura do núcleo atômico com base em seus experimentos com partículas alfa.[20]
- 1930 - Otto Hahn escreve um artigo com sua profecia "O Atom - a fonte de poder do futuro?" no jornal Deutsche Allgemeine Zeitung.[21]
- 1932 - James Chadwick descobre o nêutron.[22]
- 1934 - Enrico Fermi começa a bombardear urânio com nêutrons lentos; Ida Noddack prevê que os núcleos de urânio se fragmentarão sob o bombardeio de nêutrons rápidos. (Fermi não segue isso porque suas previsões matemáticas teóricas não preveem esse resultado.)
- 17 de dezembro de 1938 - Otto Hahn e seu assistente Fritz Strassmann bombardeando urânio com nêutrons rápidos descobrem experimentalmente e provam a fissão nuclear com métodos radioquímicos.[23]
- 6 de janeiro de 1939 - Otto Hahn e Fritz Strassmann publicam o primeiro artigo sobre sua descoberta na revista alemã Die Naturwissenschaften.[24]
- 10 de fevereiro de 1939 - Otto Hahn e Fritz Strassmann publicam o segundo artigo sobre sua descoberta em Die Naturwissenschaften, usando pela primeira vez o termo fissão de urânio, e prevêem a liberação de nêutrons adicionais no processo de fissão.[25]
- 11 de fevereiro de 1939 - Lise Meitner e seu sobrinho Otto Frisch publicam a primeira interpretação teórica da fissão nuclear, um termo cunhado por Frisch, na revista britânica Nature.[26]
- 11 de outubro de 1939 - A carta Einstein – Szilárd, sugerindo que os Estados Unidos construam uma arma nuclear, é entregue ao presidente Franklin Delano Roosevelt. Roosevelt assina a ordem para construir uma arma nuclear em 6 de dezembro de 1941.[27]
- 26 de fevereiro de 1941 - descoberta do plutônio por Glenn Seaborg e Arthur Wahl.
- Setembro de 1942 - General Leslie Groves assume o comando do Projeto Manhattan.
- 2 de dezembro de 1942 - Sob a liderança de Fermi, a primeira reação em cadeia nuclear autossustentável ocorre em Chicago, Estados Unidos, no Chicago Pile-1.

### Implantação de armas nucleares
- 16 de julho de 1945 - A primeira arma nuclear é detonada em forma de plutônio perto de Socorro, Novo México, Estados Unidos, no teste bem-sucedido Trinity.
- 6 de agosto de 1945 - A segunda arma nuclear é detonada e a primeira a ser desdobrada em combate quando a bomba de urânio Little Boy foi lançada na cidade japonesa de Hiroshima.
- 9 de agosto de 1945 - A terceira arma nuclear é detonada e a segunda (e última até agora) a ser implantada em combate, quando a bomba de plutônio Fat Man foi lançada na cidade japonesa de Nagasaki.Esta vista do centro de Las Vegas mostra uma nuvem em forma de cogumelo ao fundo. Cenas como essa eram típicas da década de 1950. De 1951 a 1962, o governo conduziu 100 testes atmosféricos no local de teste de Nevada, nas proximidades Nevada Test Site.[28]

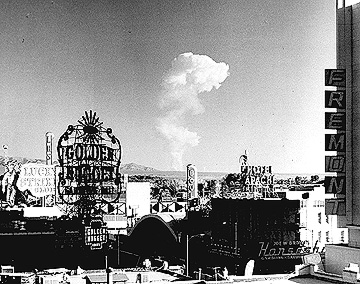
Esta vista do centro de Las Vegas mostra uma nuvem em forma de cogumelo ao fundo. Cenas como essa eram típicas da década de 1950. De 1951 a 1962, o governo conduziu 100 testes atmosféricos no local de teste de Nevada, nas proximidades Nevada Test Site.

- 5 de setembro de 1951 - A Força Aérea dos Estados Unidos anuncia a adjudicação de um contrato para o desenvolvimento de um " avião com motor atômico ".
- 1º de novembro de 1952 - A primeira bomba de hidrogênio, amplamente projetada por Edward Teller, é testada no Atol de Eniwetok.

### "Atoms for Peace"

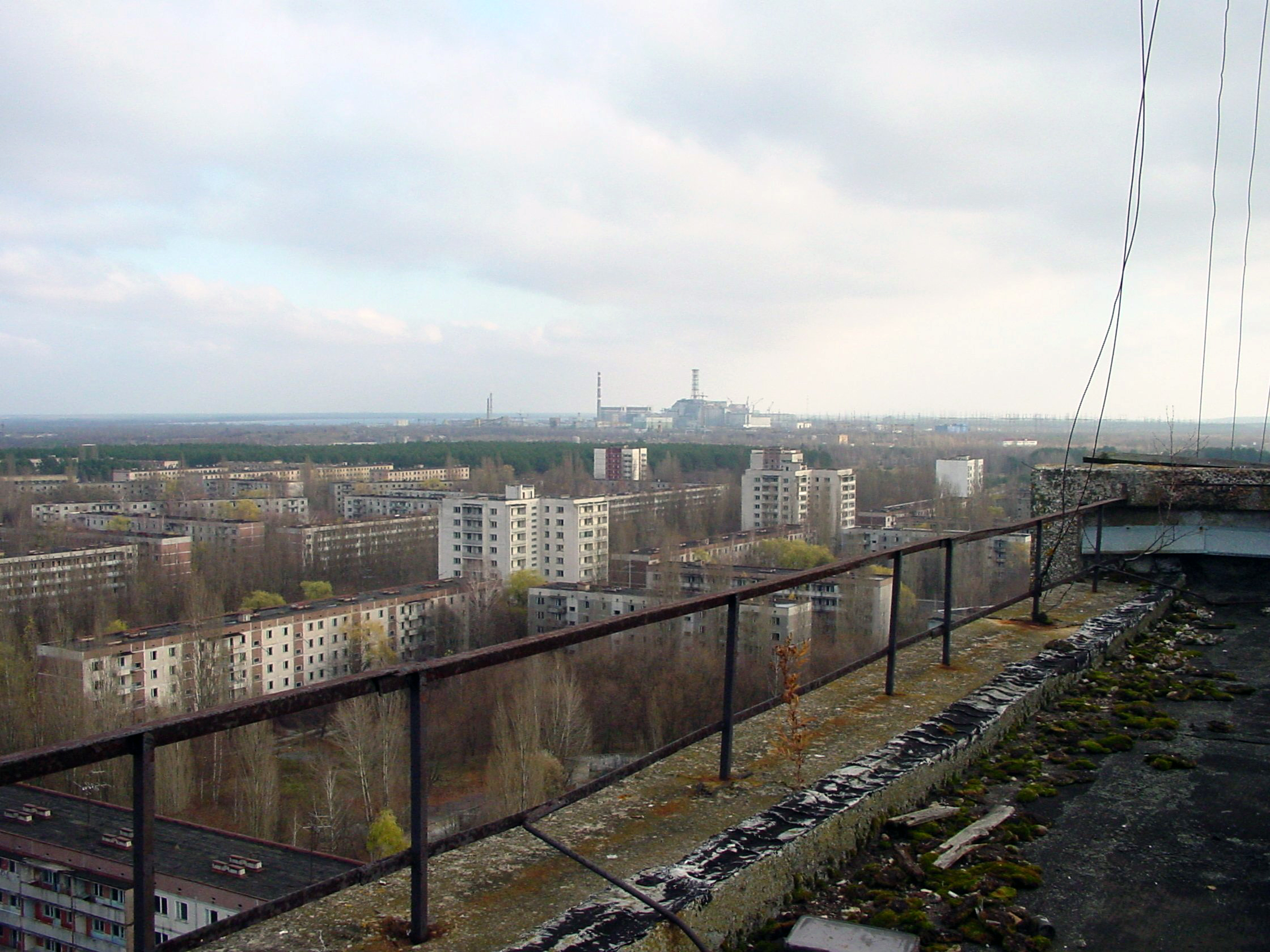
Uma fotografia tirada na cidade abandonada de Pripyat. A usina nuclear de Chernobyl pode ser vista no horizonte.

- 8 de dezembro de 1953 - O presidente dos Estados Unidos, Dwight D. Eisenhower, em um discurso na Assembleia Geral da ONU, anuncia o programa Atoms for Peace para fornecer energia nuclear aos países em desenvolvimento.
- 21 de janeiro de 1954 - O primeiro submarino nuclear, o USS Nautilus (SSN-571), é lançado no rio Tamisa perto de New London, Connecticut, Estados Unidos.
- 27 de junho de 1954 - A primeira usina nuclear começa a operar perto de Obninsk, USSR.
- 17 de setembro de 1954 - Lewis L. Strauss, presidente da Comissão de Energia Atômica dos Estados Unidos, afirma que a energia nuclear será "muito barata para medir".[29]
- 29 de setembro de 1957 - mais de 200 pessoas morrem como resultado da explosão do tanque de armazenamento de resíduos nucleares Mayak em Chelyabinsk, União Soviética. Duzentos e setenta mil pessoas foram expostas a níveis perigosos de radiação.[30]
- 1957 a 1959 - A União Soviética e os Estados Unidos começam a implantar ICBMs.
- 1958 - A bomba de nêutrons, um tipo especial de arma nuclear tática desenvolvida especificamente para liberar uma porção relativamente grande de sua energia como radiação energética de nêutrons, é inventada por Samuel Cohen do Laboratório Nacional Lawrence Livermore.
- 1960 - Herman Kahn publica o livro On Thermonuclear War.
- Novembro de 1961 - Na revista Fortune, um artigo de Gilbert Burck aparece delineando os planos de Nelson Rockefeller, Edward Teller, Herman Kahn e Chet Holifield para a construção de uma enorme rede de abrigos subterrâneos revestidos de concreto nos Estados Unidos, suficientes para abrigar milhões de pessoas para servir de refúgio em caso de guerra nuclear.[31]
- 12 de outubro de 1962 a 28 de outubro de 1962 - A crise dos mísseis cubanos leva a Terra à beira de uma guerra nuclear.
- 10 de outubro de 1963 - O Tratado de Proibição Parcial de Testes entra em vigor, proibindo testes nucleares acima do solo.
- 26 de agosto de 1966 - O primeiro reator de leito de seixos entra em operação em Jülich, Alemanha Ocidental (alguns engenheiros nucleares pensam que o projeto do reator de leito de seixos pode ser adaptado para veículos movidos a energia atômica).
- 27 de janeiro de 1967 - O Tratado do Espaço Exterior proíbe a implantação de armas nucleares no espaço.
- 1968 - O físico Freeman J. Dyson propõe a construção de uma arca espacial usando um foguete de propulsão de pulso nuclear Orion movido por bombas de hidrogênio. O foguete teria uma carga útil de 50 000 toneladas, uma tripulação de 240, e seria capaz de viajar a 3,3% da velocidade da luz e atingiria Alpha Centauri em 133 anos. Custaria $ 367 bilhões em dólares de 1968, o que equivale a cerca de $ 2,2 trilhões em dólares de 2012.[32][33]

### Three Mile Island e Chernobyl
- 28 de março de 1979 - O acidente de Three Mile Island ocorre na Estação de Geração Nuclear de Three Mile Island perto de Harrisburg, Pensilvânia, diminuindo o entusiasmo nos Estados Unidos pela energia nuclear e causando uma mudança dramática no crescimento da energia nuclear nos Estados Unidos.
- 6 de maio de 1979 - Uma grande manifestação antinuclear foi realizada em Washington, D.C., quando 125 000 pessoas incluindo o governador da Califórnia, compareceram a uma passeata contra a energia nuclear.
- 23 de setembro de 1979 - Na cidade de Nova York, quase 200 000 pessoas participaram de um protesto contra a energia nuclear.
- 26 de abril de 1986 - O desastre de Chernobyl ocorre na Usina Nuclear de Chernobyl perto de Pripyat, Ucrânia, URSS, reduzindo o entusiasmo pela energia nuclear entre muitas pessoas no mundo e causando uma mudança dramática no crescimento da energia nuclear.

### Redução de armas nucleares

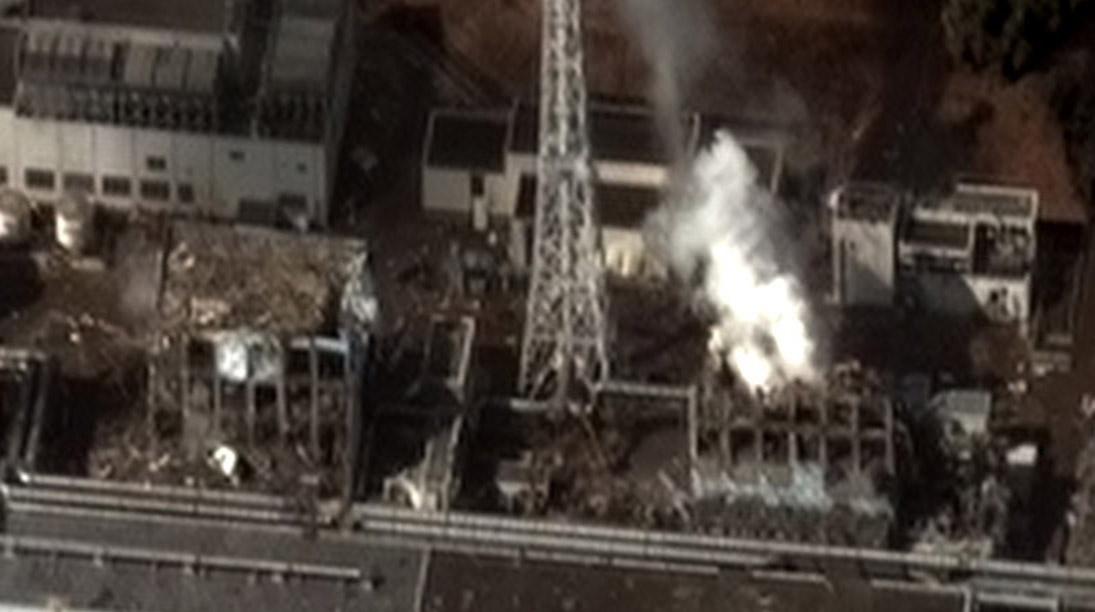
O desastre nuclear de Fukushima Daiichi em 2011 no Japão, o pior acidente nuclear em 25 anos, deslocou 50 000 famílias depois que a radiação vazou para o ar, o solo e o mar.

- 8 de dezembro de 1987 - O Tratado de Forças Nucleares de Alcance Intermediário é assinado em Washington 1987. Ronald Reagan e Mikhail Gorbachev concordaram, após negociações após a Cúpula de Reykjavík de 11 a 12 de outubro de 1986, ir além do congelamento nuclear - eles concordaram em reduzir os arsenais nucleares. IRBMs e SRBMs foram eliminados.
- 1990 – Presente - A energia nuclear é a principal fonte de eletricidade na França. Ao longo dos anos 1990 e 2000 (década), a França produz mais de três quartos de sua energia de fontes nucleares (78,8%), a maior porcentagem do mundo durante essas 2 décadas.[34][35]
- 31 de julho de 1991 - Com o fim da Guerra Fria, o tratado Start I é assinado pelos Estados Unidos e pela União Soviética, reduzindo as ogivas nucleares desdobradas de cada lado para não mais que 6 000 cada.
- 1993 - O Programa Megatons para Megawatts é acordado entre a Rússia e os Estados Unidos e começa a ser implementado em 1995. Quando for concluído em 2013, quinhentas toneladas de urânio derivadas de 20 000 ogivas nucleares da Rússia terão sido convertidas de armas- grau para urânio para reator e usado em usinas nucleares dos Estados Unidos para gerar eletricidade. Isso forneceu 10% da energia elétrica dos Estados Unidos (50% de sua energia nuclear) durante o período 1995-2013.[36]
- 2006 - Patrick Moore, um dos primeiros membros do Greenpeace e ambientalistas como Stewart Brand[37] sugere a implantação de tecnologia de energia nuclear mais avançada para geração de energia elétrica (como reatores de leito de seixo) para combater o aquecimento global.
- 21 de novembro de 2006 - A implementação do projeto do reator de energia de fusão ITER perto de Cadarache, França, é iniciada. A construção deve ser concluída em 2016, com a esperança de que a pesquisa conduzida permita a introdução de usinas de fusão comerciais práticas até 2050.
- 2006–2009 - Vários engenheiros nucleares começam a sugerir que, para combater o aquecimento global, seria mais eficiente construir reatores nucleares que operassem no ciclo do tório.[38][39]
- 8 de abril de 2010 - O novo tratado START é assinado pelos Estados Unidos e pela Rússia em Praga. Ele determina a redução final por ambos os lados a não mais do que 1 550 armas nucleares estratégicas desdobradas cada.

### Fukushima
- 11 de março de 2011 - Um tsunami resultante do terremoto Tōhoku causa danos severos à usina nuclear de Fukushima I no Japão, causando derretimentos nucleares parciais em vários dos reatores. Muitos líderes internacionais expressam preocupação com os acidentes e alguns países reavaliam os programas de energia nuclear existentes. Em 11 de abril de 2011, este evento foi classificado como nível 7 na Escala Internacional de Eventos Nucleares pela agência de segurança nuclear do governo japonês.[41][42] Além do desastre de Chernobyl, é o único acidente nuclear classificado no nível 7, o nível mais alto da escala, e causou a mudança mais dramática na política nuclear até hoje.